# Niamh Charles
Niamh Charles, née le 21 juin 1999 à Wirral au Royaume-Uni, est une footballeuse internationale anglaise, qui joue au poste d'arrière gauche au Chelsea FC.

## Biographie
Elle est sélectionnée pour disputer les Jeux Olympiques de 2020, organisés lors de l'été 2021 à Tokyo.
En 2021, elle atteint avec le club de Chelsea la finale de la Ligue des champions féminine, en étant battue par le FC Barcelone.

## Palmarès
- Finaliste de la Ligue des champions féminine en 2021 avec le Chelsea FC
- Championne d'Angleterre en 2021, 2022, 2023, 2024 et 2025 avec le Chelsea FC
- Vainqueur de la Coupe d'Angleterre en 2021, 2022, 2023 et 2025 avec le Chelsea FC
- Vainqueur de la Coupe de la Ligue anglaise féminine en 2021 avec le Chelsea FC
- Finaliste de la Coupe de la Ligue anglaise féminine en 2024 avec Chelsea